# روجر لين
روجر لين (بالإنجليزية: Roger Linn)‏ هو مصمم ومهندس أمريكي، ولد في 24 أغسطس 1955 في ويتير في الولايات المتحدة.

## وصلات خارجية
- الموقع الرسمي
- روجر لين على موقع ميوزك برينز (الإنجليزية)
- روجر لين على موقع ديسكوغز (الإنجليزية)